# Гастуэ, Амедей
Амедей Анри Гюстав Ноэль Гастуэ (фр. Amédée Henri Gustave Noël Gastoué; 13 марта 1873, Париж — 1 июня 1943, Кламар) — французский музыковед и композитор.
Ученик Альбера Лавиньяка (гармония), Александра Гильмана (орган), Адольфа Деландра (фортепиано) и Альберика Маньяра (композиция).
Специалист по грегорианскому хоралу, средневековой музыке, а также византийскому и армянскому музыкальному искусству. Преподавал в парижской Schola Cantorum с её основания в 1894 году, а также в Парижском католическом институте и других учебных заведениях. В 1934—1936 гг. президент Французского общества музыковедения.
Большинство научных и дидактических публикаций Гастуэ, вышедших в 1900—1910-х гг., посвящено грегорианскому хоралу. В то же время он занимался и более широкими вопросами истории западной церковной музыки, что нашло выражение, в частности, в трудах «История литургического пения в Париже. От основания до конца эпохи Каролингов» (фр. Histoire du chant liturgique à Paris. Des origines à la fin des temps carolingiens; 1904) и «Орган во Франции, от древности до классического периода» (фр. L’orgue en France de l’antiquité au début de la période classique; 1921). Изучал старинные музыкальные рукописи в фондах французских библиотек, осуществил ряд публикаций (в том числе сочинений Гийома де Машо). Опубликовал также биографические очерки Сезара Франка (1908) и Жоржа Бизе (1938).